# Matti Kassila

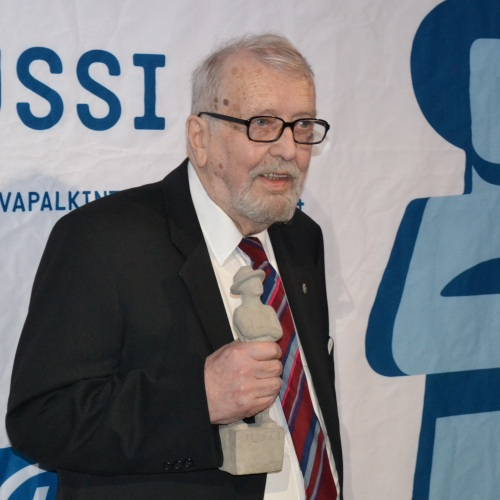
Matti Kassila w 2010

Matti Kassila (ur. 12 stycznia 1924 w Keuruu, zm. 14 grudnia 2018 w Vantaa) – fiński reżyser filmowy, najbardziej znany z realizowanej w latach 50. i 60. serii filmów o Inspektorze Palmu, fikcyjnej postaci wykreowanej przez fińskiego pisarza Mikę Waltariego.
W swej karierze reżysera siedmiokrotnie zdobywał najcenniejszą fińską nagrodę przyznawaną w branży filmowej – Jussi.

## Filmografia
- Isäntä soittaa hanuria (1949)
- Professori Masa (1950)
- Maija löytää sävelen (1950)
- Lakeuksien lukko (1951)
- Radio tekee murron (1951)
- Radio tulee hulluksi (1952)
- Varsovan laulu (1953)
- Tyttö Kuunsillalta (1953)
- Sininen viikko (1954)
- Hilmanpäivät (1954)
- Isän vanha ja uusi (1955)
- Pastori Jussilainen (1955)
- Elokuu (1956)
- Kuriton sukupolvi (1957)
- Syntipukki (1957)
- Punainen viiva (1959)
- Lasisydän (1959)
- Komisario Palmun erehdys (1960)
- Tulipunainen kyyhkynen (1961)
- Kaasua, komisario Palmu! (1961)
- Tähdet kertovat, komisario Palmu (1962)
- Kolmen kaupungin kasvot (1963)
- Äl' yli päästä perhanaa (1968)
- Vodkaa, komisario Palmu (1969)
- Päämaja (1970)
- Aatamin puvussa ja vähän Eevankin (1971)
- Haluan rakastaa, Peter (1972)
- Meiltähän tämä käy (1973)
- Natalia (1979)
- Niskavuori (1984)
- Jäähyväiset presidentille (1987)
- Ihmiselon ihanuus ja kurjuus (1988)
- Kaikki pelissä (1994)